# Entrapment
Entrapment (El parany) és una pel·lícula d'acció i intriga dirigida l'any 1999 per Jon Amiel.

## Argument
Seguint la pista del robatori d'una valuosa peça d'art, l'agent d'assegurances Gin Baker convenç a la seva companyia que li permetin efectuar un cop al costat d'un gran mestre del robatori, "Mac". Però Mac la sotmetrà a una sèrie d'entrenaments i proves abans de confiar-hi.

## Repartiment
- Sean Connery: Robert MacDougal
- Catherine Zeta-Jones: Virginia Baker
- Ving Rhames: Aaron Thibadeaux
- Will Patton: Hector Cruz
- Maury Chaykin: Conrad Greene
- Kevin McNally: Haas
- Terry O'Neill: Quinn

## Localitzacions

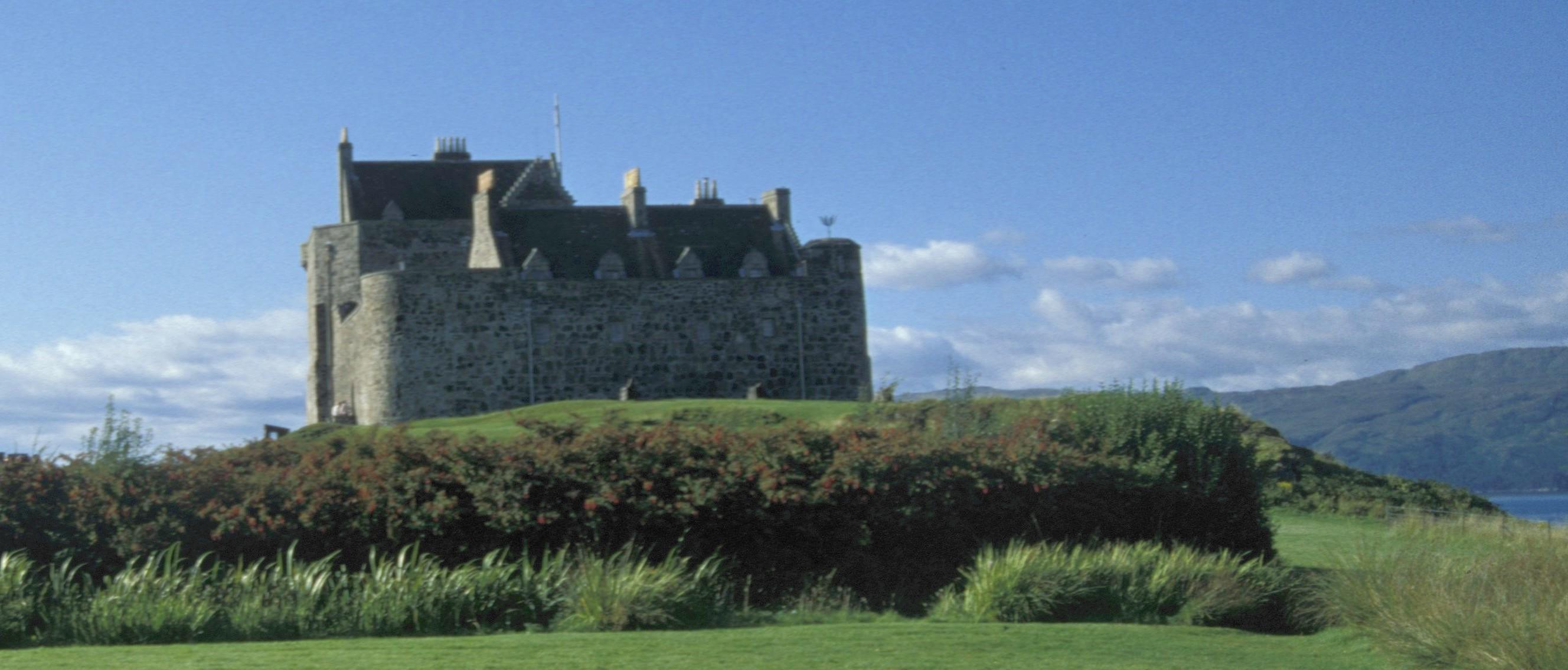
Duart Castle, la localització de l'amagatall de MacDougal

Les ubicacions per la pel·lícula inclouen Blenheim Palace, Hotel Savoy de Londres, Lloyd's of London, Borough Market a Londres, Duart Castle a l'Illa de Mull a Escòcia, les torres Petronas a Kuala Lumpur (completat a Pinewood Studios), i l'estació de Bukit Jalil a Kuala Lumpur. Tanmateix, els cartells d'aquesta estació que van ser utilitzats per la pel·lícula deien Pudu LRT station en comptes de Bukit Jalil.

## Rebuda
La pel·lícula va ser un èxit de taquilla, aconseguint més de 87 milions de dòlars als EUA i 212 milions a tot el món.
La pàgina web Rotten Tomatoes va informar un índex del 38% basat en 81 ressenyes, amb un índex mitjà de 5.2/10. El consens crític de la pàgina web afirma que es tracta d'Una trama mal desenvolupada. Metacritic dona una puntuació de 54 sobre 100, basada en 24 crítics, indicant "ressenyes mitjanes."
Molts crítics com The New York Times, New York Magazine, el Chicago Sun-Times, Variety, i Desson Howe/Thomson del Washington Post van elogiar la pel·lícula.